# Wilhelm August von Meyerfeld

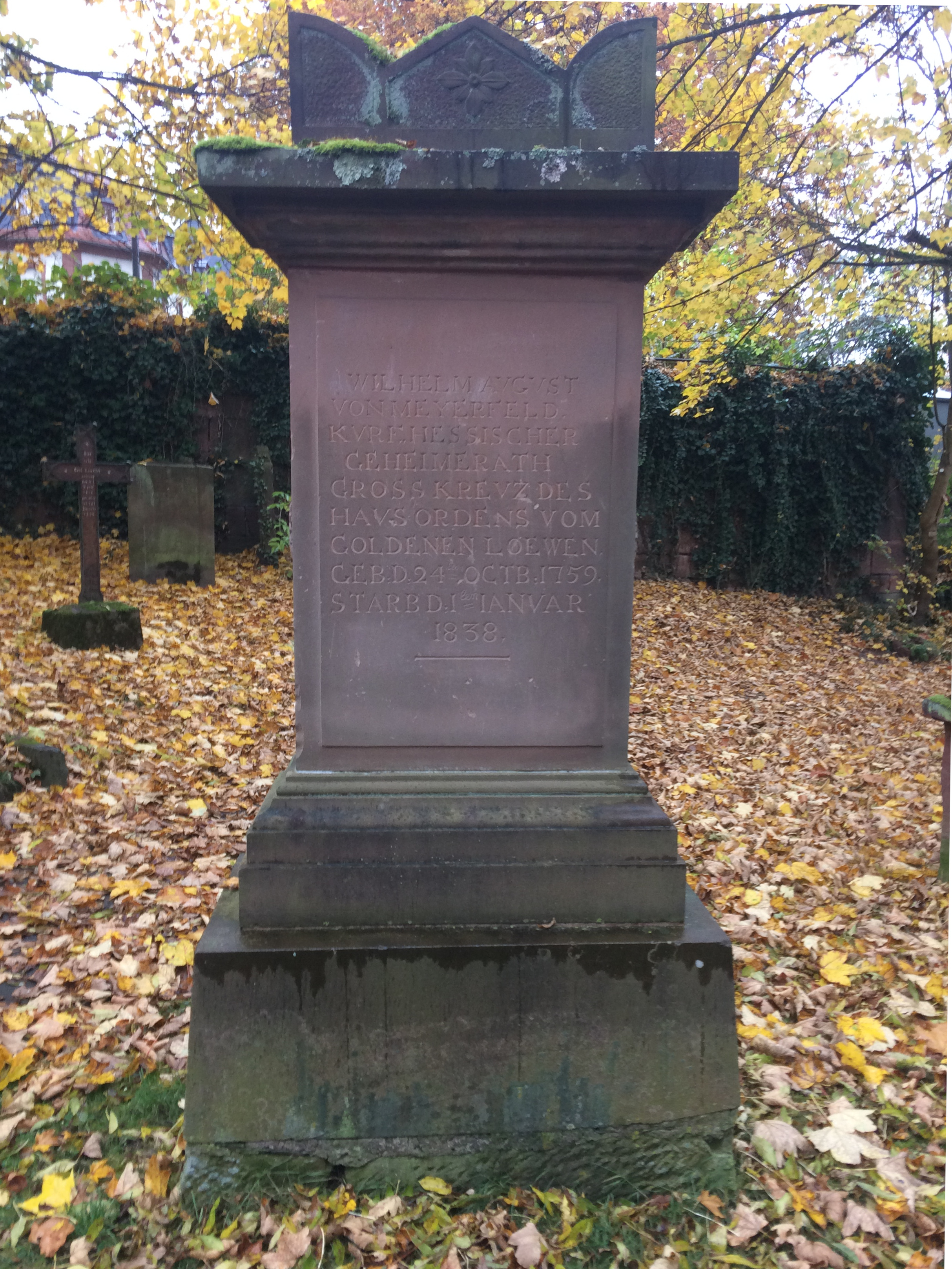
Grabstein in Marburg, Friedhof am Barfüßertor

Wilhelm August von Meyerfeld (* 24. Oktober 1759 in Altenhaßlau; † 1. Januar 1838 in Marburg) war ein deutscher Jurist und Gesandter.

## Leben
Meyerfeld studierte von 1780 bis 1784 an der Universität Gießen Rechtswissenschaft. Danach arbeitete er als Hofrat, Konsistorialrat und schließlich Oberappellationsgerichtsrat in der Landgrafschaft Hessen-Kassel und im Königreich Westphalen. 1816 wurde er zum Präsidenten der kurhessischen Regierung in Fulda und Geheimen Rat ernannt. Seit 1823 wirkte er als hessischer Gesandter am Bundestag in Frankfurt am Main. 1824 wurde er zusätzlich außerordentlicher Gesandter und bevollmächtigter Minister am württembergischen und Darmstädter Hof sowie bei der Freien Stadt Frankfurt am Main. 1832 wurde er von allen Posten abberufen.

## Familie
Sein Sohn Ferdinand (1808–1882) war 1866 der letzte Kriegsminister des Kurfürstentums Hessen.

## Schriften
- Lebensgeschichte des Kurf. Hessischen Geheimenraths Wilhelm August von Meyerfeld, König, Hanau 1834 (Autobiografie).